# Francesco Vivio
Francesco Vivio (Taranto, 28 marzo 1971) è un ingegnere e docente universitario italiano, Professore ordinario in Progettazione Meccanica e Costruzione di Macchine.

## Biografia
Professore Ordinario in Progettazione e Costruzione di Macchine presso l'Università degli studi di Roma Tor Vergata. Dottore di Ricerca in Progettazione dei Sistemi Meccanici. coordinatore del Corso di Dottorato in Ingegneria per la Progettazione e Produzione Industriale presso la Scuola di Dottorato dell'Università degli Studi di Roma Tor Vergata, dove è anche Presidente della Commissione per la Valorizzazione dei Risultati della Ricerca e del Trasferimento Tecnologico (CVRTT).
È fratello di Marco Vivio, attore e doppiatore italiano, e Paolo Vivio (anche lui doppiatore).

## Attività
L’attività di ricerca si è concentrata prevalentemente sullo sviluppo e sull'applicazione di metodi innovativi di progettazione avanzata e di ottimizzazione strutturale, in ambiti altamente tecnologici e strategici, quali l’industria automobilistica, il settore aerospaziale e la fusione nucleare, nell'ambito di collaborazioni con aziende ed enti di ricerca leader nei rispettivi settori industriali. 

## Vita privata
Francesco Vivio ha tre figli.